# Бёттинген
Бёттинген (нем. Böttingen) — община в Германии, в земле Баден-Вюртемберг. 
Подчиняется административному округу Фрайбург. Входит в состав района Тутлинген.  Население составляет 1489 человек (на 31 декабря 2010 года). Занимает площадь 16,31 км².